# Lista över Esbos stadsdelar

Esbos storområden

## Storområden och stadsdelar
| Storområde | Storområde     | Storområde fi.   | Nummer         | Stadsdel        | Stadsdel fi. |
| ---------- | -------------- | ---------------- | -------------- | --------------- | ------------ |
|            | Stor-Hagalund  | Suur-Tapiola     | 10             | Otnäs           | Otaniemi     |
| 12         | Stor-Hagalund  | Suur-Tapiola     | Hagalund       | Tapiola         |              |
| 13         | Stor-Hagalund  | Suur-Tapiola     | Westend        |                 |              |
| 14         | Stor-Hagalund  | Suur-Tapiola     | Gäddvik        | Haukilahti      |              |
| 15         | Stor-Hagalund  | Suur-Tapiola     | Ängskulla      | Niittykumpu     |              |
| 16         | Stor-Hagalund  | Suur-Tapiola     | Norra Hagalund | Pohjois-Tapiola |              |
| 17         | Stor-Hagalund  | Suur-Tapiola     | Bredvik        | Laajalahti      |              |
| 26         | Stor-Hagalund  | Suur-Tapiola     | Mankans        | Mankkaa         |              |
|            | Stor-Mattby    | Suur-Matinkylä   | 21             | Hemtans         | Henttaa      |
| 22         | Stor-Mattby    | Suur-Matinkylä   | Olars          | Olari           |              |
| 23         | Stor-Mattby    | Suur-Matinkylä   | Mattby         | Matinkylä       |              |
|            | Stor-Esboviken | Suur-Espoonlahti | 30             | Nöykis          | Nöykkiö      |
| 31         | Stor-Esboviken | Suur-Espoonlahti | Kaitans        | Kaitaa          |              |
| 32         | Stor-Esboviken | Suur-Espoonlahti | Sommaröarna    | Suvisaaristo    |              |
| 33         | Stor-Esboviken | Suur-Espoonlahti | Sökö           | Soukka          |              |
| 34         | Stor-Esboviken | Suur-Espoonlahti | Esboviken      | Espoonlahti     |              |
| 42         | Stor-Esboviken | Suur-Espoonlahti | Bastvik        | Saunalahti      |              |
| 46         | Stor-Esboviken | Suur-Espoonlahti | Ladusved       | Latokaski       |              |
|            | Stor-Köklax    | Suur-Kauklahti   | 43             | Fantsby         | Vanttila     |
| 44         | Stor-Köklax    | Suur-Kauklahti   | Köklax         | Kauklahti       |              |
| 45         | Stor-Köklax    | Suur-Kauklahti   | Kurtby         | Kurttila        |              |
| 70         | Stor-Köklax    | Suur-Kauklahti   | Esbogård       | Espoonkartano   |              |
|            | Stor-Alberga   | Suur-Leppävaara  | 50             | Fågelberga      | Lintuvaara   |
| 51         | Stor-Alberga   | Suur-Leppävaara  | Alberga        | Leppävaara      |              |
| 54         | Stor-Alberga   | Suur-Leppävaara  | Kilo           |                 |              |
| 55         | Stor-Alberga   | Suur-Leppävaara  | Smedsby        | Sepänkylä       |              |
| 57         | Stor-Alberga   | Suur-Leppävaara  | Karabacka      | Karakallio      |              |
| 60         | Stor-Alberga   | Suur-Leppävaara  | Dalsvik        | Laaksolahti     |              |
| 61         | Stor-Alberga   | Suur-Leppävaara  | Gröndal        | Viherlaakso     |              |
| 62         | Stor-Alberga   | Suur-Leppävaara  | Klappträsk     | Lippajärvi      |              |
|            | Norra Esbo     | Pohjois-Espoo    | 80             | Gammelgård      | Vanhakartano |
| 81         | Norra Esbo     | Pohjois-Espoo    | Nipert         | Niipperi        |              |
| 82         | Norra Esbo     | Pohjois-Espoo    | Grundbacka     | Perusmäki       |              |
| 83         | Norra Esbo     | Pohjois-Espoo    | Bodom          |                 |              |
| 84         | Norra Esbo     | Pohjois-Espoo    | Rödskog        | Röylä           |              |
| 85         | Norra Esbo     | Pohjois-Espoo    | Kalajärvi      |                 |              |
| 86         | Norra Esbo     | Pohjois-Espoo    | Luk            | Luukki          |              |
| 87         | Norra Esbo     | Pohjois-Espoo    | Lahnus         |                 |              |
| 88         | Norra Esbo     | Pohjois-Espoo    | Vällskog       | Velskola        |              |
| 89         | Norra Esbo     | Pohjois-Espoo    | Lakisto        |                 |              |
|            | Gamla Esbo     | Vanha-Espoo      | 20             | Kurängen        | Kuurinniitty |
| 40         | Gamla Esbo     | Vanha-Espoo      | Esbo centrum   | Espoon keskus   |              |
| 41         | Gamla Esbo     | Vanha-Espoo      | Stadsberget    | Kaupunginkallio |              |
| 47         | Gamla Esbo     | Vanha-Espoo      | Morby          | Muurala         |              |
| 63         | Gamla Esbo     | Vanha-Espoo      | Träskända      | Järvenperä      |              |
| 64         | Gamla Esbo     | Vanha-Espoo      | Karvasbacka    | Karvasmäki      |              |
| 65         | Gamla Esbo     | Vanha-Espoo      | Högnäs         |                 |              |
| 71         | Gamla Esbo     | Vanha-Espoo      | Gumböle        |                 |              |
| 72         | Gamla Esbo     | Vanha-Espoo      | Björnkärr      | Karhusuo        |              |
| 73         | Gamla Esbo     | Vanha-Espoo      | Gunnars        | Kunnarla        |              |
| 74         | Gamla Esbo     | Vanha-Espoo      | Nupurböle      | Nupuri          |              |
| 75         | Gamla Esbo     | Vanha-Espoo      | Kolmpers       | Kolmperä        |              |
| 76         | Gamla Esbo     | Vanha-Espoo      | Siikajärvi     |                 |              |
| 78         | Gamla Esbo     | Vanha-Espoo      | Noux           | Nuuksio         |              |
| 90         | Gamla Esbo     | Vanha-Espoo      | Gamla Noux     | Vanha-Nuuksio   |              |
| 91         | Gamla Esbo     | Vanha-Espoo      | Käringmossen   | Ämmässuo        |              |

## Delområden
| Delområde                           | Stadsdel                                  | Storområde             |
| ----------------------------------- | ----------------------------------------- | ---------------------- |
| Albro – Leppäsilta                  | Karabacka                                 | Alberga                |
| Backby – Pakankylä                  | Rödskog                                   | Norra Esbo             |
| Bemböle                             | Träskända, Karvasbacka, Högnäs, Björnkärr | Gamla Esbo             |
| Bergans – Perkkaa                   | Alberga                                   | Alberga                |
| Bergö                               | Sommaröarna                               | Esboviken              |
| Bisa – Pisa                         | Ladusved                                  | Esboviken              |
| Biskopsbro – Piispansilta           | Mattby, Olars                             | Mattby                 |
| Björkmankans – Koivu-Mankkaa        | Norra Hagalund                            | Hagalund               |
| Björnholm – Karhusaari              | Westend                                   | Hagalund               |
| Blåbacka – Sinimäki                 | Mankans                                   | Hagalund               |
| Bolarskog – Puolarmetsä             | Olars, Ladusved                           | Mattby, Esboviken      |
| Boställsbacken – Puustellinmäki     | Alberga                                   | Alberga                |
| Brinken – Brinkinmäki               | Bastvik, Kurtby                           | Esboviken, Köklax      |
| Brobacka                            | Gamla Noux                                | Gamla Esbo             |
| Bruksstranden – Ruukinranta         | Bredvik                                   | Hagalund               |
| Brunskog – Punametsä                | Rödskog                                   | Norra Esbo             |
| Bränntorp – Kulovalkea              | Esbo centrum                              | Gamla Esbo             |
| Distby – Tiistilä                   | Mattby                                    | Mattby                 |
| Domsby – Tuomarila                  | Esbo centrum                              | Gamla Esbo             |
| Dåvitsby – Taavinkylä               | Mankans                                   | Hagalund               |
| Estdalen – Eestinlaakso             | Nöykis                                    | Esboviken              |
| Estmalmen – Eestinmalmi             | Nöykis                                    | Esboviken              |
| Fantsbacken – Vantinmäki            | Fantsby                                   | Köklax                 |
| Finno – Finnoo                      | Kaitans, Nöykis                           | Esboviken              |
| Forsbacka                           | Kolmpers                                  | Gamla Esbo             |
| Frisans – Friisilä                  | Olars                                     | Mattby                 |
| Frisbacka – Friisinmäki             | Alberga                                   | Alberga                |
| Furubacka                           | Stadsberget                               | Gamla Esbo             |
| Gamla Mankans – Vanha-Mankkaa       | Mankans                                   | Hagalund               |
| Gillesberget – Kiltakallio          | Esbo centrum                              | Gamla Esbo             |
| Glasdalen – Lasilaakso              | Kurtby                                    | Köklax                 |
| Gloms – Lommila                     | Karvasbacka                               | Gamla Esbo             |
| Gobbacka                            | Grundbacka                                | Norra Esbo             |
| Grundträsk – Matalajärvi            | Högnäs                                    | Gamla Esbo             |
| Haluträsk – Halujärvi               | Esbogård                                  | Köklax                 |
| Hanaholmen – Hanasaari              | Westend                                   | Hagalund               |
| Hanglax – Hankalahti                | Siikajärvi                                | Gamla Esbo             |
| Hannus                              | Kaitans                                   | Esboviken              |
| Hannusträsk – Hannusjärvi           | Kaitans                                   | Esboviken              |
| Haukkalampi                         | Noux                                      | Gamla Esbo             |
| Heinäs                              | Siikajärvi                                | Gamla Esbo             |
| Herrö                               | Sommaröarna                               | Esboviken              |
| Hista                               | Siikajärvi                                | Gamla Esbo             |
| Irisvik – Iirislahti                | Mattby                                    | Mattby                 |
| Ivisnäs – Iivisniemi                | Kaitans                                   | Esboviken              |
| Jorv – Jorvi                        | Karvasbacka                               | Gamla Esbo             |
| Jupper – Jupperi                    | Dalsvik                                   | Alberga                |
| Juvamalmen – Juvanmalmi             | Nipert, Kalajärvi                         | Norra Esbo             |
| Kaitbacken – Kaitamäki              | Kaitans                                   | Esboviken              |
| Kallvik                             | Kurtby                                    | Köklax, Esboviken      |
| Kalmar – Kalmari                    | Gunnars                                   | Gamla Esbo             |
| Karamalmen – Karamalmi              | Kilo                                      | Alberga                |
| Karlö – Miessaari                   | Mattby                                    | Mattby                 |
| Kavallbacken – Kavallinmäki         | Gröndal                                   | Alberga                |
| Kera                                | Kilo                                      | Alberga                |
| Kiloparken – Kilonpuisto            | Kilo                                      | Alberga                |
| Kitteldalen – Kattilalaakso         | Bastvik, Nöykis                           | Esboviken              |
| Klappedet – Kolkekannas             | Klappträsk, Dalsvik                       | Alberga                |
| Klobbskog – Nuijala                 | Kilo                                      | Alberga                |
| Klockarbäck – Lukkarinpuro          | Björnkärr                                 | Gamla Esbo             |
| Klockmalmen – Kellonummi            | Björnkärr                                 | Gamla Esbo             |
| Klovis – Klovi                      | Mankans                                   | Hagalund               |
| Knektbro – Nihtisilta               | Kilo                                      | Alberga                |
| Kolmiranta                          | Siikajärvi                                | Gamla Esbo             |
| Konungsböle – Kuninkainen           | Kilo                                      | Alberga                |
| Kopplorna                           | Sommaröarna                               | Esboviken              |
| Korpilampi                          | Lahnus                                    | Norra Esbo             |
| Korsbacka                           | Högnäs, Björnkärr                         | Gamla Esbo             |
| Krokudden – Koukkuniemi             | Mattby                                    | Mattby                 |
| Kuckubacka – Kukkumäki              | Nöykis                                    | Esboviken              |
| Kullobacka – Kulloonmäki            | Träskända, Gammelgård                     | Gamla Esbo, Norra Esbo |
| Kurkijärvi                          | Lahnus                                    | Norra Esbo             |
| Kvarnby – Myllykylä                 | Träskända                                 | Gamla Esbo             |
| Kvisbacka – Kuitinmäki              | Olars                                     | Mattby                 |
| Kyrkträsk – Kirkkojärvi             | Esbo centrum                              | Gamla Esbo             |
| Kägeludden – Keilaniemi             | Otnäs                                     | Hagalund               |
| Källstrand – Lähderanta             | Dalsvik                                   | Alberga                |
| Lansa                               | Kilo                                      | Alberga                |
| Larsvik – Laurinlahti               | Esboviken                                 | Esboviken              |
| Lillhemt                            | Hemtans                                   | Mattby                 |
| Lukubäcken – Lukupuro               | Mankans                                   | Hagalund               |
| Lustikulla – Lystimäki              | Olars                                     | Mattby                 |
| Låjärv – Loojärvi                   | Esbogård                                  | Köklax                 |
| Långängen – Pitkäniitty             | Björnkärr                                 | Gamla Esbo             |
| Lövöarna – Lehtisaaret              | Sommaröarna                               | Esboviken              |
| Malmbacka – Malminmäki              | Ladusved                                  | Esboviken              |
| Mankby – Mankki                     | Esbogård                                  | Köklax                 |
| Maren – Maari                       | Otnäs                                     | Hagalund               |
| Metsämaa                            | Kalajärvi                                 | Norra Esbo             |
| Mickels – Mikkelä                   | Morby                                     | Gamla Esbo             |
| Milkärr – Miilukorpi                | Björnkärr                                 | Gamla Esbo             |
| Mjölnarängen – Myllärinniitty       | Kolmpers                                  | Gamla Esbo             |
| Moisö                               | Sommaröarna                               | Esboviken              |
| Musslax – Mustalahti                | Kurtby                                    | Köklax                 |
| Myntböle – Mynttilä                 | Esbogård                                  | Köklax                 |
| Myrdalen – Suolaakso                | Siikajärvi                                | Gamla Esbo             |
| Mäkkylä                             | Alberga, Fågelberga                       | Alberga                |
| Mössenholm – Vehkasaari             | Westend                                   | Hagalund               |
| Nemlax – Nemlahti                   | Luk                                       | Norra Esbo             |
| Neppers – Nepperi                   | Gammelgård                                | Norra Esbo             |
| Niku                                | Nipert                                    | Norra Esbo             |
| Nissbacken – Nissinmäki             | Fantsby                                   | Köklax                 |
| Norra Alberga – Pohjois-Leppävaara  | Alberga                                   | Alberga                |
| Notudden – Nuottaniemi              | Mattby                                    | Mattby                 |
| Notviken – Nuottalahti              | Mattby                                    | Mattby                 |
| Nouxändan – Nuuksionpää             | Noux                                      | Gamla Esbo             |
| Nybacka – Uusmäki                   | Fågelberga                                | Alberga                |
| Nöykisbäcken – Nöykkiönpuro         | Nöykis                                    | Esboviken              |
| Nöykisdalen – Nöykkiönlaakso        | Nöykis                                    | Esboviken              |
| Odilampi                            | Kalajärvi                                 | Norra Esbo             |
| Oitans – Oittaa                     | Högnäs, Björnkärr                         | Gamla Esbo             |
| Olarsbacken – Olarinmäki            | Olars                                     | Mattby                 |
| Olarsbäcken – Olarinluoma           | Olars                                     | Hagalund               |
| Pajängen – Painiitty                | Alberga                                   | Alberga                |
| Pentala                             | Sommaröarna                               | Esboviken              |
| Ramsö                               | Sommaröarna                               | Esboviken              |
| Renbacka – Peuramäki                | Smedsby                                   | Alberga                |
| Rinnehemmet – Rinnekoti             | Lakisto                                   | Norra Esbo             |
| Ruuhijärvi                          | Noux                                      | Gamla Esbo             |
| Rävkärr – Ketunkorpi                | Lahnus                                    | Norra Esbo             |
| Rönnebacka – Pihlajarinne           | Träskända                                 | Gamla Esbo             |
| Sarvträsk – Sorvalampi              | Rödskog                                   | Norra Esbo             |
| Skrakaby – Koskelo                  | Grundbacka, Bodom                         | Norra Esbo             |
| Snettans                            | Rödskog                                   | Norra Esbo             |
| Solhöjden – Suvikumpu               | Hagalund                                  | Hagalund               |
| Solvalla                            | Noux                                      | Gamla Esbo             |
| Solvik                              | Noux                                      | Gamla Esbo             |
| Sperrings – Perinki                 | Esbogård                                  | Köklax                 |
| Stenbruket – Kiviruukki             | Bastvik                                   | Esboviken              |
| Stensvik – Kivenlahti               | Esboviken                                 | Esboviken              |
| Storåkern – Suurpelto               | Hemtans                                   | Mattby                 |
| Suna                                | Esbo centrum                              | Gamla Esbo             |
| Sveins – Veini                      | Dalsvik                                   | Alberga                |
| Svinö sund – Suinonsalmi            | Sökö                                      | Esboviken              |
| Svinö                               | Sommaröarna                               | Esboviken              |
| Sälviken – Hyljelahti               | Kaitans                                   | Esboviken              |
| Säteri                              | Alberga                                   | Alberga                |
| Söderskog                           | Esbo centrum                              | Gamla Esbo             |
| Södra Alberga – Etelä-Leppävaara    | Alberga                                   | Alberga                |
| Södra Bredvik – Etelä-Laajalahti    | Norra Hagalund                            | Hagalund               |
| Södrik – Suvela                     | Esbo centrum                              | Gamla Esbo             |
| Södrikängen – Suviniitty            | Esbo centrum                              | Gamla Esbo             |
| Sökö strand – Soukanranta           | Sökö                                      | Esboviken              |
| Sökö sund – Soukansalmi             | Sökö                                      | Esboviken              |
| Sökö udd – Soukanniemi              | Sökö                                      | Esboviken              |
| Tackskog – Takkula                  | Vällskog                                  | Norra Esbo             |
| Tillisbacken – Tillinmäki           | Bastvik                                   | Esboviken              |
| Tomtekulla – Tontunmäki             | Ängskulla                                 | Hagalund               |
| Trastmossen – Rastaala              | Dalsvik, Karabacka                        | Alberga                |
| Trastparken – Rastaspuisto          | Karabacka                                 | Alberga                |
| Träskby – Järvikylä                 | Esbogård                                  | Köklax                 |
| Tuhkuri                             | Lakisto                                   | Norra Esbo             |
| Vallberget – Vallikallio            | Alberga                                   | Alberga                |
| Vattenhjulsbacken – Vesirattaanmäki | Björnkärr                                 | Gamla Esbo             |
| Vermo                               | Alberga                                   | Alberga                |
| Vinkelkärr – Kulmakorpi             | Kolmpers                                  | Gamla Esbo             |
| Viskärr – Viiskorpi                 | Grundbacka                                | Norra Esbo             |
| Ymmersta                            | Smedsby                                   | Gamla Esbo             |
| Åminne                              | Kurtby                                    | Köklax                 |
| Älgkärr – Hirvisuo                  | Gumböle                                   | Gamla Esbo             |
| Ängsmalmen – Niittymaa              | Ängskulla                                 | Hagalund               |
| Äskrödjan – Saarniraivio            | Esbo centrum                              | Gamla Esbo             |